# Suursoo-Leidissoo
Suursoo-Leidissoo este o arie protejată (arie specială de conservare — SAC, sit de importanță comunitară — SCI, arie de protecție specială avifaunistică — SPA) din Estonia întinsă pe o suprafață de 22.629 ha, integral pe uscat.

## Localizare
Centrul sitului Suursoo-Leidissoo este situat la coordonatele 59°07′52″N 23°50′44″E / 59.131°N 23.8456°E.

## Înființare
Situl Suursoo-Leidissoo a fost declarat sit de importanță comunitară în aprilie 2004 pentru a proteja 6 specii de animale. Alte tipuri de protecție:
- arie de protecție specială avifaunistică (în aprilie 2004)[2]
- arie specială de conservare (în iulie 2006)[1][3][4]

## Biodiversitate
Situată în ecoregiunea boreală, aria protejată conține 19 habitate naturale: Dune împădurite din regiunile atlantică, continentală și boreală, Depresiuni intradunale umede, Ape oligotrofe din câmpii nisipoase, cu un conținut foarte redus de minerale (Littorelletalia uniflorae), Lacuri eutrofice naturale cu vegetație de tip Magnopotamion sau Hydrocharition, Lacuri și iazuri distrofice naturale, Formațiuni de Juniperus communis pe lande sau pajiști calcaroase, Liziere de ierburi înalte hidrofile de câmpie și de nivel montan până la alpin, Turbării active, Mlaștini oligotrofe degradate, capabile încă de regenerare naturală, Mlaștini turboase de tranziție și turbării mișcătoare, Depresiuni pe substraturi de turbă de Rhynchosporion, Mlaștini calcaroase cu Cladium mariscus și specii de Caricion davallianae, Mlaștini alcaline, Taiga vestică, Păduri fino-scandinave bogate în ierburi cu Picea abies, Păduri de conifere pe eskere fluvioglaciare sau legate la acestea, Păduri caducifoliate de mlaștină fino-scandinave, Mlaștini împădurite, Păduri aluvionare cu Alnus glutinosa și Fraxinus excelsior (Alno-Padion, Alnion incanae, Salicion albae).
La baza desemnării sitului se află mai multe specii protejate:
- păsări (5): erete cenușiu (Circus pygargus), cocor (Grus grus), sfrâncioc roșiatic (Lanius collurio), Numenius phaeopus, cocoșul de mesteacăn (Tetrao tetrix tetrix)
- mamifere (1): vidră de râu (Lutra lutra)

Pe lângă speciile protejate, pe teritoriul sitului au mai fost identificate 2 specii de plante, 3 specii de păsări, 5 specii de nevertebrate.